# Underwater Moonlight
Albums de The Soft Boys
A Can of Bees
(1979) Two Halves for the Price of One
(1981)
Underwater Moonlight est un album de The Soft Boys, sorti en 1980. 

## L'album
Il fait partie des 1001 Albums You Must Hear Before You Die. L'album a influencé des groupes comme R.E.M., the Replacements, the Stone Roses et the Pixies. Un réédition chez Matador, avec neuf bonus et un second disque de titres rares et inédits est sorti en 2001. 

### Titres
Tous les titres sont de Robyn Hitchcock, sauf mentions.
1. I Wanna Destroy You (2:52)
2. Kingdom of Love (4:10)
3. Positive Vibrations (3:10)
4. I Got the Hots (4:42)
5. Insanely Jealous (4:15)
6. Tonight (3:44)
7. You'll Have to Go Sideways (Hitchcock, Kimberley Rew) (2:57)
8. Old Pervert (Hitchcock, Rew, Matthew Seligman, Morris Windsor) (3:52)
9. The Queen of Eyes (2:01)
10. Underwater Moonlight (4:17)

### Musiciens
- Robyn Hitchcock : guitare, voix, basse rythmique
- Kimberley Rew : guitare, voix, basse, synthétiseur
- Matthew Seligman : basse
- Morris Windsor : batterie, voix
- Gerry Hale : violon
- Andy King : sitar